# Teatro Estudio de Madrid
El Teatro Estudio de Madrid  (TEM) fue un proyecto mixto de escuela y compañía de teatro independiente, creado al comienzo de la década de 1960 por William Layton, Miguel Narros, el productor José Antonio Sáinz de Vicuña y Betsy Howell Buckley. Su carácter independiente e innovador supuso en cierto modo una alternativa al TEU.
El TEM se disolvió en 1968, poco después de que Layton y Narros lo abandonasen debido a desacuerdos ideológicos y crearan el Teatro Experimental Independiente (TEI), cuyo primer montaje Terror y miseria del Tercer Reich de Brecht (uno de los motivos de la escisión con el TEM), fue prohibido de inmediato, y no pudo reponerse hasta 1974. 

## Principales montajes
El primer espectáculo presentado por el TEM no llegaría hasta 1964, y fue el Proceso por la sombra de un burro de Friedrich Dürrenmatt. Posteriormente se montaron: Historia del zoo de Edward Albee y Noche de Reyes de Shakespeare (1967).

## Profesores y alumnos del TEM
El cuadro profesoral, coordinado por William Layton, contó con la presencia de Arnold Taraborrelli (coreografía), B. Parker, Alberto González Vergel, Edo Sie, Josefina García Aráez (teatro en verso), Maruja López, Ricardo Domenech y Pilar Francés (ortofonía).
Entre los alumnos que más tarde llegarían a alcanzar popularidad estaban: Trinidad Rugero, Margarita Lozano, Julieta Serrano, Ana Belén, Paca Ojea, Virginia Mataix, Carmen Elías, Enriqueta Carballeira, Chema Muñoz, Juan Margallo, Carlos Hipólito, entre otros muchos.